# Bello Bond
Geheimhund Bello Bond war eine Kinderbuchserie von Thomas Brezina, die er seinem Hund (Daffi) gewidmet hatte. Es sind von 1996 bis 1998 insgesamt 10 Bücher beim C. Bertelsmann Verlag erschienen und ein Buch als Sonderfall, illustriert von Magdalene Hanke-Basfeld. Parallel zu den Büchern erschienen damals acht Hörspielkassetten bei BMG-Ariola-Austria. Zurzeit wird die Serie nicht fortgesetzt, es erschienen aber Lizenzdrucke und Übersetzungen ins Spanische und Portugiesische.

## Kurzbeschreibung
In den Büchern ermitteln die drei Kinder Lux, Bastian und Lina mit der Hilfe eines weißen Westis, der viele Tricks beherrscht und auch in schwierigen Situationen einen Ausweg findet. Die Abenteuer werden von einem der Kinder aus der Ich-Perspektive erzählt. Lina, Bastian und Lux leben in einem Internat, in dem Tiere verboten sind, so dass sie ihren Hund verstecken müssen. Die Bücher enthielten meistens ein einfaches Gimmick oder etwas zum Basteln. Das Buch vereint die Genres "Abenteuerbuch", "Jugendkrimi" und "Tierbuch". Oft ermittelten die Kinder nach Umweltsündern oder in Fällen, wo Tiere schlecht behandelt werden. Die Bücher eignen sich für jüngere Kinder als erste Lektüre nach den sogenannten "Erstlesebüchern" und sprechen sowohl Mädchen als auch Jungs an.

## Titel der Bücher
- Wer macht Jagd auf Null-Null-Wuff?
- Wer hat das Fohlen Pharao entführt?
- Wer kreischt im leeren Käfig?
- Wer rettet den Streichelzoo?
- Wer jagt den Buckelwal?
- Wer hat das weisse Pony gesehen?
- Wer ist der Katzenmann?
- Wer kennt den Geisterdelfin?
- Wer ist der Robbenräuber?
- Wer kann mit Pferden reden?
- Der Fall Goldknochen (Sonderfall)

## Hörspiele
- Wer macht Jagd auf Null-Null-Wuff?
- Wer hat das Fohlen Pharao entführt?
- Wer kreischt im leeren Käfig?
- Wer rettet den Streichelzoo?
- Wer jagt den Buckelwal?
- Wer hat das weisse Pony gesehen?
- Wer ist der Katzenmann?
- Wer verschenkt einen Delfin?